# Leopold Lér
Leopold Lér (23. října 1928 Ostrava – 20. dubna 2013) byl český a československý ekonom, politik Komunistické strany Československa, ministr financí České socialistické republiky a ministr financí ČSSR, poslanec České národní rady a Sněmovny lidu Federálního shromáždění za normalizace.

## Biografie
Od roku 1951 pracoval na ministerstvu financí Československa, v letech 1962–1968 coby náměstek ministra. Po federalizaci Československa byl ministrem financí České socialistické republiky v letech 1969–1973 ve vládě Stanislava Rázla, vládě Josefa Kempného a Josefa Korčáka a druhé vládě Josefa Korčáka. Pak přešel na post ministra financí Československa, který zastával v letech 1973–1985 v druhé vládě Lubomíra Štrougala, třetí vládě Lubomíra Štrougala a čtvrté vládě Lubomíra Štrougala.
Zastával i stranické a parlamentní posty. XV. sjezd KSČ ho zvolil za kandidáta Ústředního výboru Komunistické strany Československa. XVI. sjezd KSČ ho ve funkci kandidáta ÚV KSČ potvrdil. Ve volbách roku 1971 byl zvolen do České národní rady. Ve volbách roku 1976 přešel do Sněmovny lidu (volební obvod č. 97 – Hodonín-Břeclav, Jihomoravský kraj). Mandát získal i ve volbách roku 1981 (obvod Hodonín-Břeclav). Ve Federálním shromáždění setrval do konce funkčního období, tedy do voleb roku 1986.
Od roku 1997 působil jako pedagog na Bankovním institutu vysoké škole v Praze.